# Carl Fredrik von Höpken
Carl Fredrik von Höpken, född 19 augusti 1713, död 12 oktober 1778, var en svensk friherre, diplomat och politiker. Han var son till Daniel Niclas von Höpken och bror till Anders Johan von Höpken och Arvid Niclas von Höpken. 
Höpken var auskultant i Kommerskollegiet från 1729 och företog på deras uppdrag en resa till Mellanöstern med Edvard Carleson. I Konstantinopel inledde de, till en början på eget bevåg och från 1734 på uppdrag av sekreta utskottet, förhandlingar om ett förbund mellan Sverige och Turkiet. Han utnämndes till Chargé d'affaires 1734 och envoyés extraordinaires 1738 i Konstantiniopel. Som svenskt sändebud slöt han ett handelsfördrag 1737 och ett försvarsförbund 1739 med Turkiet. Åren 1744–1747 var Höpken svensk minister i Köpenhamn. Han var därefter statssekreterare vid Krigsexpeditionen från 1747 och president i Kammarkollegium från 1757. Genom byte med Mattias von Hermanson tillträdde han 1767 tjänsten som president i Kammarrevisionen, men avgick samma år.  
Höpken tillhörde liksom hela sin släkt hattpartiet och räknades som en av dess ledande män från 1751 års riksdag. Han var ledamot av sekreta utskottet vid nästan samtliga riksdagar från 1751, medlem av hattpartiets hemliga partistyrelse och en tid en av dess penningutdelare samt 1751–1762 bankofullmäktig. Under riksdagen 1755–56 uppfördes Höpken fyra gånger på rådsförslag, men förbigicks på grund av hovets ovilja. Då hans broder, kanslipresidenten Anders Johan von Höpken, under riksdagen 1760–62 offrades av hattpartiet och tvingades avgå från sitt ämbete, närmade han sig för en tid mösspartiet och hovet, men återgick snart till sitt gamla parti. Vid riksdagen 1769 var han åter i dess främsta led och inledde striden om en författningsrevision genom ett angrepp på den av mössorna 1766 stiftade förordningen om lagarnas verkställighet. Vid de underhandlingar om försoning mellan partierna som föregick Gustav III:s statskupp 1771 var Höpken en av hattpartiets förtroendemän. Efter statskuppen drog han sig tillbaka från politiken.